# Argia pallens
Argia pallens – gatunek ważki z rodziny łątkowatych (Coenagrionidae). Występuje w Ameryce Północnej – od południa USA (stany Teksas, Nowy Meksyk i Arizona) przez Meksyk po Gwatemalę.